# Battaglia di Palestro
La battaglia di Palestro è un episodio della seconda guerra d'indipendenza italiana. Fu combattuta il 31 maggio 1859 a Palestro e fu preceduta da uno scontro minore il giorno prima.
Le truppe piemontesi di re Vittorio Emanuele II di Savoia il 30 maggio 1859 conquistarono Palestro e alcuni comuni vicini presso Vercelli. Il loro scopo era quello di coprire un'ampia manovra dell’esercito francese alleato, comandato da Napoleone III di Francia, che si svolgeva più a nord e che puntava su Milano. Il giorno seguente gli austriaci del generale Fredrick Zobel tentarono di riconquistare le posizioni perdute e furono respinti presso Palestro dalla 4ª Divisione piemontese di Enrico Cialdini efficacemente supportata dal 3º Reggimento Zuavi francese. La vittoria franco-piemontese del 31 maggio aumentò il disorientamento degli austriaci e consentì a Napoleone III di attuare la sua manovra verso Milano.
Le due battaglie, quella del 30 e quella del 31 maggio, costituiscono un unico evento bellico. Tuttavia la storiografia definisce come battaglia di Palestro solo quella decisiva del 31.

## Da Montebello a Palestro
Il 20 maggio 1859 la fanteria francese, appoggiata dalla cavalleria piemontese, aveva fermato e respinto una disordinata azione di ricognizione armata austriaca nella battaglia di Montebello. Da questa località le forze del generale austriaco Ferenc Gyulay si sarebbero dovute spingere fino alla non lontana Voghera, ma furono costrette a ripiegare.
A seguito di questo che fu il primo scontro della guerra, il comandante delle forze franco-piemontesi, l’imperatore francese Napoleone III, dopo una serie di ordini e contrordini, il 26 maggio decise una grande manovra aggirante dell’ala destra dell’esercito nemico da nord. L’azione si doveva svolgere in senso orario da Montebello lungo la Sesia per Vercelli e Novara a proseguire verso est su Milano. Ma per consentire ai francesi di effettuare questa manovra, 4 delle 5 divisioni piemontesi (1ª, 2ª, 3ª e 4ª) avrebbero dovuto impegnare gli austriaci presso Vercelli.
Così, mentre Giuseppe Garibaldi a capo di oltre 3 000 volontari precedeva la manovra francese passando il Ticino già il 23 maggio, il 27 l’esercito franco-piemontese si mosse. Sfruttando per la prima volta la ferrovia in una vasta operazione di trasferimento di truppe, i soldati percorsero in treno circa cento chilometri e furono fatti scendere a Vercelli, da dove proseguirono a piedi.
Sull’altro fronte, il comandante della 2ª Armata austriaca, Gyulai, si trovava in difficoltà, poiché la sua situazione strategica vacillava. In Toscana erano infatti sbarcati i francesi del principe Giuseppe Napoleone provocando la fuga del granduca Leopoldo e il passaggio della Toscana alla causa sabauda. Ciò lo aveva costretto a stanziare un Corpo d’armata lungo il medio corso del Po a difesa della sua ala sinistra (lo schieramento austriaco era disposto in Lombardia rivolto verso sud-ovest). Inoltre, il pericolo di un altro sbarco francese, questa volta in Adriatico, lo costringeva a tenere bloccato un Corpo d’armata in Istria. E per finire Gyulai dovette inviare un’intera divisione, quella del generale Karl von Urban, contro Garibaldi, mentre un terzo di tutte le sue forze erano mobilitate per fare fronte ad eventuali moti rivoluzionari.

## Gli errori di valutazione di Gyulai

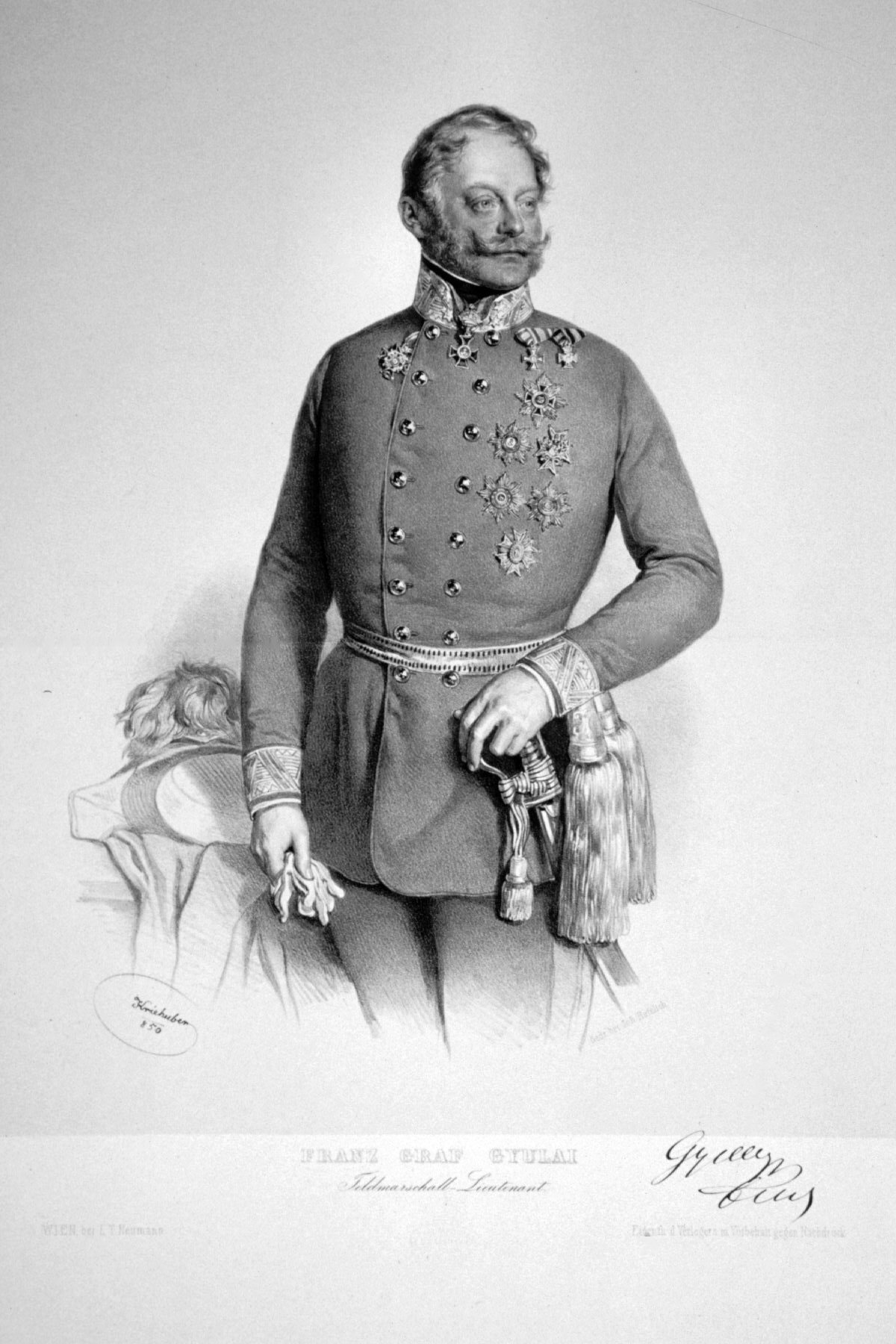
Il comandante della 2ª Armata austriaca Ferencz Gyulai.

Nello stesso tempo in cui Garibaldi avanzava con i suoi cacciatori delle Alpi oltre la Sesia e il Ticino appena a sud delle montagne, Gyulai pensò che Napoleone III avrebbe attaccato a sud forzando il Po a Frassineto (poco a est di Casale Monferrato) e a Valenza. I francesi invece stavano iniziando la loro manovra più a nord, protetti prima dal Po e poi dalla Sesia, superato il quale presso Vercelli avrebbero cominciato l’aggiramento dell'ala destra austriaca. Da ciò l'importanza dell'azione di copertura affidata ai piemontesi che avrebbero dovuto impegnare e bloccare gli austriaci al centro e consentire l'aggiramento francese.
Così, tra il 29 e il 30 maggio 1859 le 4 divisioni comandate da re Vittorio Emanuele II passarono la Sesia e si disposero per lo scontro. La 1ª Divisione si diresse su Casalino (tra Vercelli e Novara), la 2ª più a sud su Confienza (a est di Vercelli), la 3ª su Vinzaglio (poco a sud ovest) e la 4ª su Palestro (ancora più a sud). La 5ª Divisione piemontese, invece, stanziava di riserva nella zona di Frassineto, proprio dove gli austriaci si aspettavano partisse l’offensiva nemica.
Nonostante questo grande movimento di truppe nemiche non passasse inosservato, gli austriaci ritenevano ancora che l’attacco principale sarebbe stato sferrato da Casale Monferrato e da Frassineto (sulla sponda destra del Po) in direzione di Candia. Tutto questo trambusto più a nord, secondo Gyulai e il comandante del 7º Corpo di Friedrich Zobel non era altro che una manovra diversiva nemica. Per precauzione, comunque, nella notte tra il 29 e il 30 Gyulai si spostò in una posizione più avanzata e centrale, trasferendosi con il suo capo di stato maggiore, Franz Kuhn von Kuhnenfeld, da Garlasco a Mortara.

## La conquista piemontese di Palestro

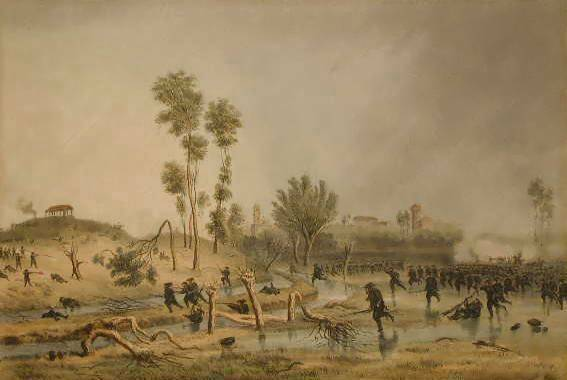
I bersaglieri piemontesi avanzano nella zona di canali presso Palestro il 30 maggio 1859.

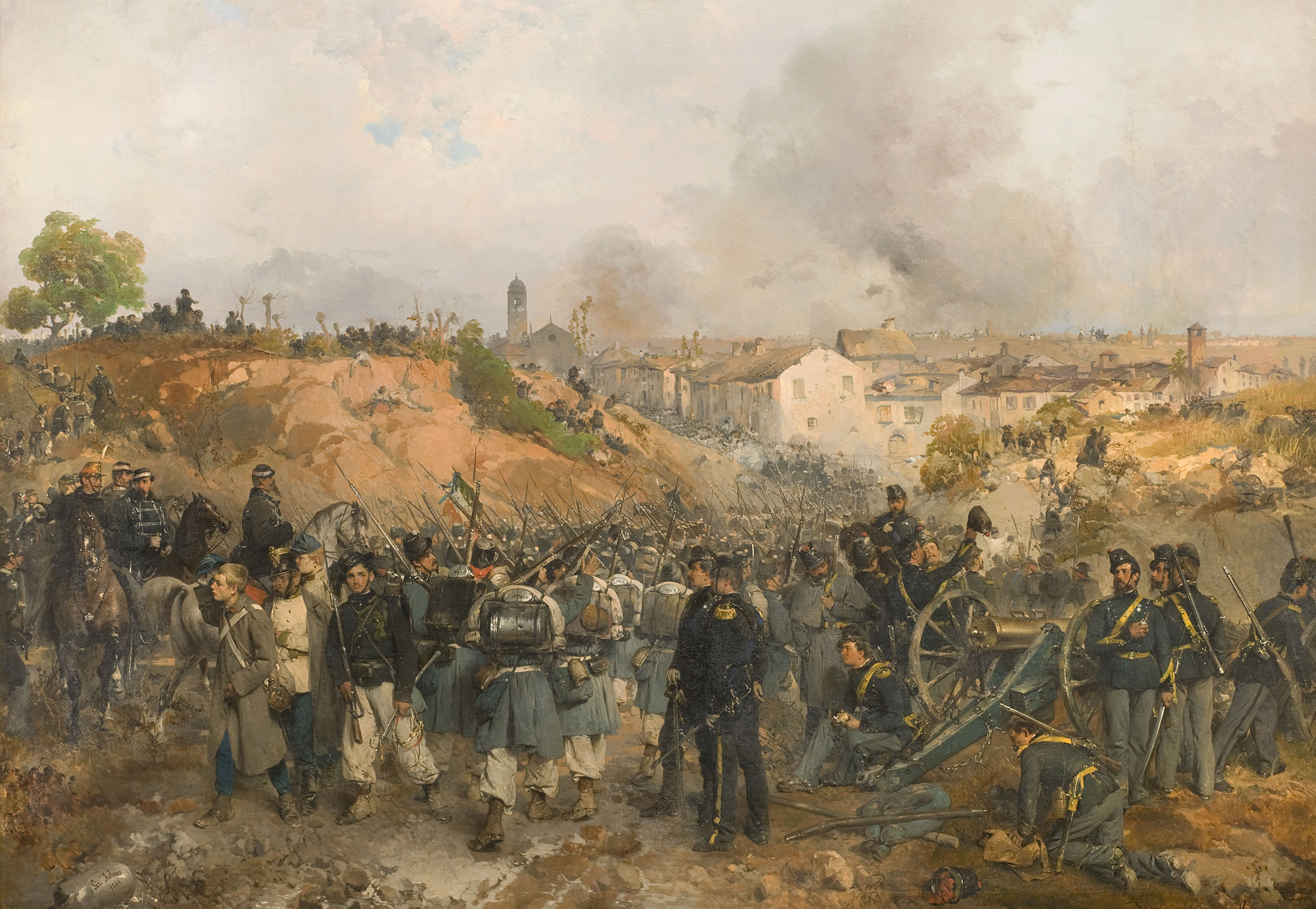
La conquista di Palestro da parte della divisione di Cialdini.

Azione dimostrativa o no, i movimenti piemontesi sul Sesia cominciarono a insospettire Gyulai che la mattina del 30 maggio 1859 decise di vederci più chiaro ordinando a due divisioni, una del 7º Corpo e una del 2° di attaccare il nemico sul fiume. Intanto la 4ª Divisione piemontese del generale Enrico Cialdini raggiungeva da nord Palestro occupata dagli austriaci.
Palestro si trova in posizione strategica sopra un altopiano che emergeva in una zona di canali e risaie. Da nord una sola strada raggiungeva il paese, attraverso il ponte della Roggia Gamarra, che era un fossato che comunicava con il Sesia. Proprio su questo ponte si trovava una postazione austriaca, mentre l’area del paese era difesa da una brigata di fanteria e una batteria di cannoni. Cialdini prese il ponte con i bersaglieri e lanciò su Palestro due dei loro battaglioni: uno a destra e l’altro a sinistra del villaggio. Al centro, sulla strada, attivò una sezione di artiglieria e due squadroni del Reggimento di cavalleria “Alessandria”. Immediatamente si accese un intenso fuoco di artiglieria al centro e di fucileria a destra; al che Cialdini rinforzò sia il centro inviando altri cannoni, che le ali impiegando i battaglioni del 9º Reggimento della Brigata “Regina”. Più indietro, pronte a intervenire, le rimanenti forze della brigata e l’altra brigata, la “Savona”, di cui era composta la divisione.
Sulla destra dello schieramento piemontese si ebbero gli scontri più cruenti; precisamente presso la posizione fortificata della Fornace, conquistata la quale gli uomini di Cialdini penetrarono nella zona occidentale del paese (attaccavano da nord). Nel centro abitato la superiorità numerica dei piemontesi ebbe la meglio sui pochi austriaci che si batterono strenuamente. Inizialmente infatti difendeva Palestro un solo battaglione e mezzo del 53º Reggimento “Arciduca Leopoldo” della Brigata del generale Leopold von Weigl della 6ª Divisione di Karl Clemens Lilia von Westegg. Ma unità del 22º Reggimento “Wimpffen” della brigata del generale Ferdinand Anton von Dondorf della stessa divisione furono inviate subito di rinforzo. All'arrivo di queste nuove truppe Cialdini fu costretto a impiegare tutte le sue forze: lanciò sulla strada la cavalleria appoggiata dall'artiglieria e ai due lati la riserva del 9º Reggimento e tutto il 10° della “Regina” che attaccò alla baionetta. Ciò che portò, dopo una valorosa resistenza, a un ripiegamento ordinato degli austriaci. Appena fuori Palestro però gli uomini di Gyulai si trovarono a contatto con la Brigata “Savona”, per cui la ritirata si trasformò quasi in una fuga verso Robbio (a sud est di Palestro). Poco lontano, mentre accadeva tutto questo, si combatteva analogamente per la conquista di Vinzaglio e Confienza. Alla fine del 30 i tre villaggi erano nelle mani dei piemontesi.

## La battaglia del 31 maggio

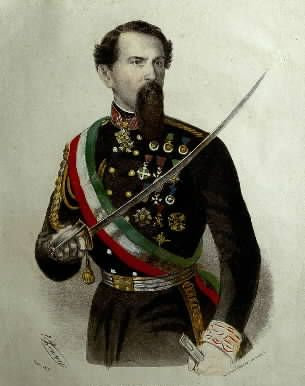
La 4ª Divisione di Enrico Cialdini fu la protagonista piemontese sia dello scontro del 30 che di quello del 31 maggio.

Ci si aspettava a questo punto un contrattacco austriaco per la ripresa della testa di ponte sulla riva sinistra del Sesia (cioè la sponda est, dato che il fiume scorre da nord verso sud). Anzi, in campo alleato lo si sperava, dato che bisognava dare il tempo al grosso dell’esercito francese di attuare la sua manovra da nord. Così la sera del 30 maggio 1859 alla 4ª Divisione di Cialdini si aggiunse il 3º Reggimento Zuavi francese del colonnello Bertrand de Chabron (1806-1889). Intanto, proprio all’altezza di Palestro, il Genio di Napoleone III aveva fatto costruire due ponti di barche per favorire le manovre delle unità alleate.

### Gli schieramenti e l’attacco austriaco
La mattina del 31, di fronte agli austriaci, i piemontesi schieravano la 4ª Divisione di Cialdini che aveva preso il giorno prima Palestro e che occupava il centro del paese con una brigata. La appoggiava il 3º Reggimento Zuavi francese accampato poco a sud tra il Sesia e il canale della Cascina. Nelle file degli alleati, quindi, circa 11 000 uomini avrebbero contrastato l'assalto austriaco su Palestro. Tuttavia, pronte a dare manforte, erano le altre unità piemontesi schierate a nord est di Plaestro: la 1ª Divisione del generale Angelo Bongiovanni di Castelborgo, la 2ª di Manfredo Fanti e la 3ª di Giovanni Durando. Quanto ai francesi, essi erano pronti a intervenire sulla sponda destra del Sesia con il 3º Corpo del generale François de Canrobert. Considerando che il Corpo di Zobel poteva contare al massimo su 13 000 uomini, sussisteva un leggero vantaggio numerico delle forze austriache su Palestro, ma una schiacciante superiorità degli alleati nell’area.
Nonostante ciò, Zobel, la mattina del 31 decise di riconquistare i tre avamposti perduti e alle ore 10 mosse da Robbio al comando di 11 000 uomini suddivisi in 4 brigate. Due brigate furono fatte avanzare al centro, un’altra verso nord ovest e l’ultima verso sud ovest. Le due brigate centrali erano comandate rispettivamente dai generali Dondorf (che aveva già partecipato allo scontro del giorno prima) e Rudolf von Koudelka (1810-1871), per complessivi 5 800 uomini e 14 cannoni. Verso nord si mosse la brigata del generale Weigl (anch’essa entrata a contatto con il nemico il giorno prima) e verso sud la brigata del generale Anton Szabó (1803-1869).

### Vittorio Emanuele e il 3º Reggimento Zuavi

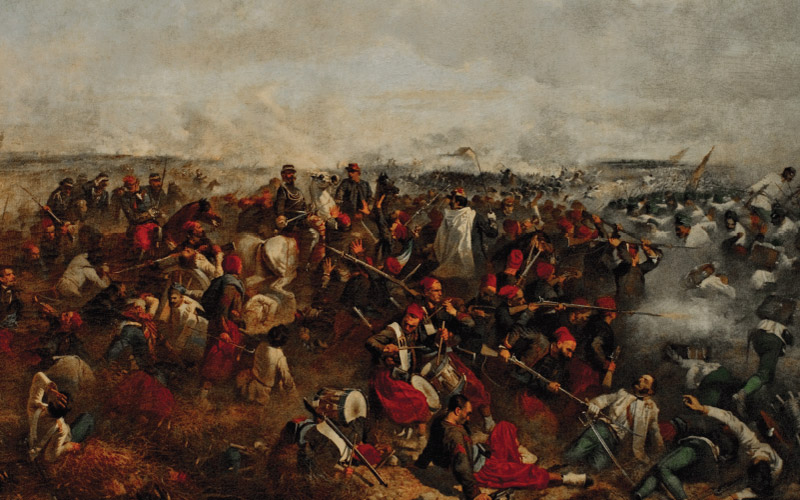
L’episodio di Vittorio Emanuele II (al centro) con gli zuavi francesi durante la battaglia.

Al cannoneggiamento austriaco del ponte sul fiume Sesia e al tentativo della brigata Szabó di aggirare da sud Palestro, gli zuavi, accampati sulla sponda sinistra del fiume, guadarono il canale della Cascina e assaltarono il nemico alla baionetta catturando subito tre cannoni. Vittorio Emanuele II, di fronte a questo spettacolo, si portò fra loro incitando tutte le truppe all’assalto. Ma visto il pericolo a cui si esponeva il sovrano, i francesi cercarono di trattenerlo. Il re di Sardegna, invece, spronò il suo cavallo e si portò all’assalto con i bersaglieri di Cialdini e gli zuavi. Nonostante la locale superiorità numerica degli austriaci, altri due cannoni furono presi dai francesi nell’azione più cruenta: l’assalto al ponte della Brida, sopra il quale gli uomini della brigata di Szabó si stavano ritirando. A vittoria avvenuta gli zuavi proclamarono re Vittorio Emanuele II loro caporale d’onore.

### Il contrattacco piemontese al centro

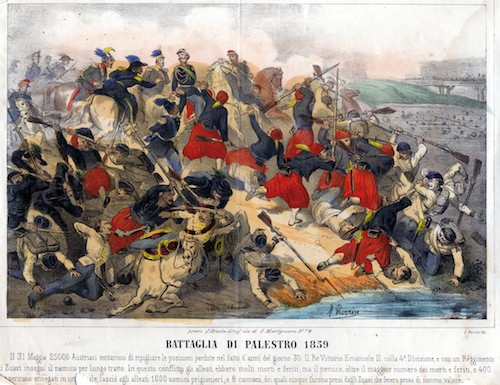
L’episodio di Vittorio Emanuele II alla testa degli zuavi produsse un’enorme quantità di stampe celebrative.

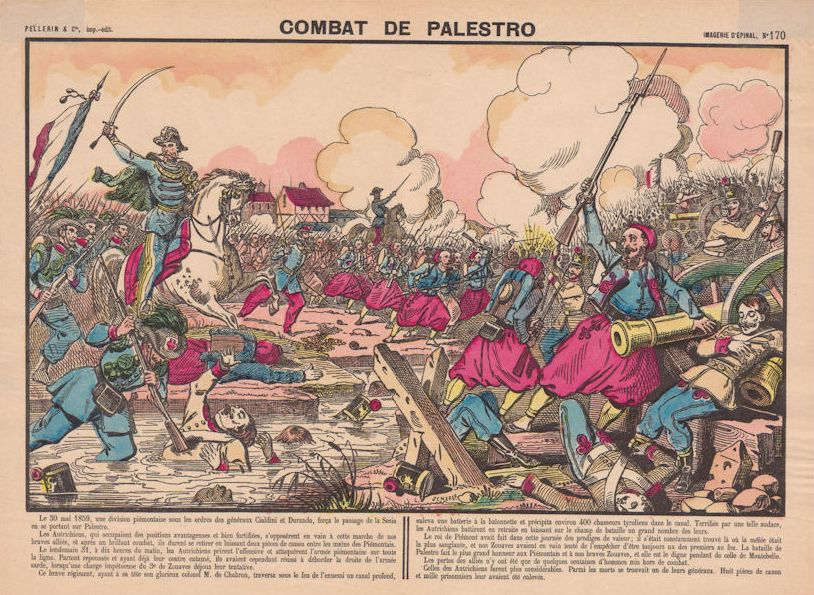
Un altro esempio di stampa popolare sullo stesso episodio.

La brigata austriaca del generale Szabó fu così sbaragliata e uguale sorte subirono le altre tre. L’esempio di Vittorio Emanuele rinvigorì le truppe piemontesi che contrattaccarono le colonne austriache. Dopo un leggero sbandamento iniziale dei piemontesi, infatti, le due brigate centrali di Zobel furono respinte dalla 4ª Divisione di Cialdini, della quale, due battaglioni del 16º Reggimento, il 15º Reggimento della Brigata “Savona” (colonnello Luigi Bianchis di Pomaretto) oltre al 9° e al 10° della “Regina” del generale Bernardino di Villamarina e al 7º Battaglione d’artiglieria «si superarono per il coraggio dei loro brillanti attacchi, dieci volte rinnovati con un’eroica perseveranza». Completarono l’opera i cavalleggeri del Reggimento “Alessandria” che caricarono gli austriaci sbaragliati, di cui 400 furono catturati. Quanto a Vittorio Emanuele, una fonte coeva francese ne parla in termini esaltanti: «all’apice della mischia, il re di Piemonte si fece ammirare per la sua calma non meno che per il suo coraggio. Al centro della battaglia, impassibile e invincibile (sic) nel mezzo di una spaventosa pioggia di colpi che cadeva attorno a lui, egli non cessò di dirigere i movimenti delle sue truppe con un sangue freddo meraviglioso». Contemporaneamente, più a nord, la brigata di Weigl in manovra aggirante, fu bloccata e ricacciata indietro da una brigata della 2ª Divisione del generale Fanti. Alle 14 tutto era finito. Nonostante le sue truppe si fossero comportate con estremo valore, per Zobel fu uno smacco. Ma le perdite furono pesanti per entrambe le parti, soprattutto i francesi ne lamentarono un notevole numero in rapporto agli uomini utilizzati. I piemontesi contarono 700 fra morti e feriti, i francesi 270 e gli austriaci 1 140. Ma questi ultimi dovettero registrare anche la perdita di 400 prigionieri.

## Il disorientamento degli austriaci

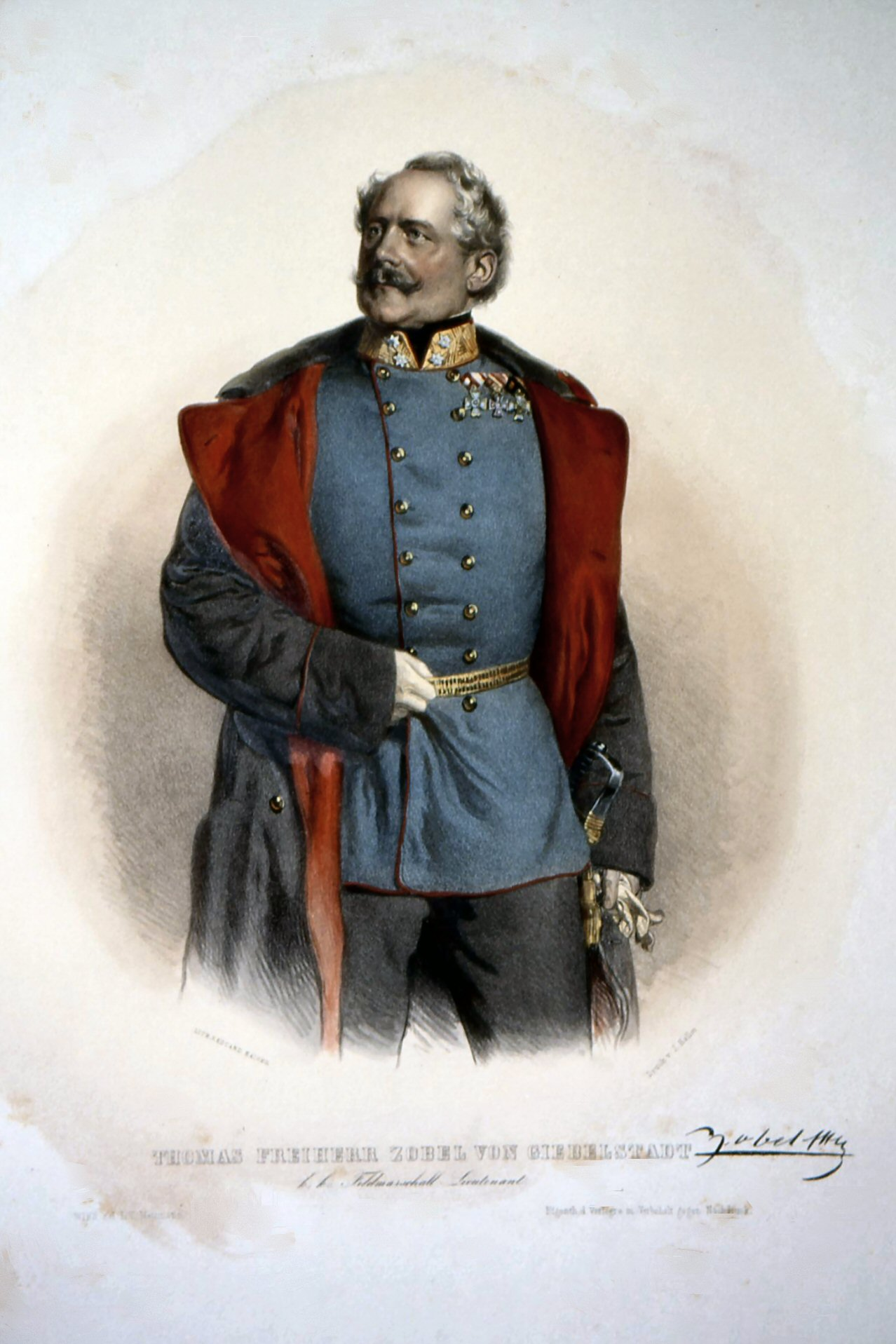
Il generale austriaco Friedrich Zobel non riuscì a riconquistare le posizioni piemontesi perdute il giorno prima.

Neanche dopo lo scontro il generale Gyulai cambiò idea sul fatto che i francesi avrebbero attaccato da sud. Il giorno prima, intanto, e cioè il 30 maggio 1859, era giunto da Vienna il comando supremo austriaco, che aveva portato il suo quartier generale a Verona per osservare la campagna militare (e controllare Gyulai) più da vicino. Il parere sulle intenzioni del nemico degli ufficiali convenuti assieme a Francesco Giuseppe corrispondeva a quanto supposto da Gyulai: si trattava di una doppia manovra diversiva, consistente in un primo finto attacco alle pendici delle Alpi da parte di Garibaldi e di un secondo dei piemontesi nella zona di Palestro. Tutti dedussero quindi che l’azione principale dei francesi doveva svilupparsi da sud verso nord-est con l’attraversamento del Po.
Il risultato fu che le forze austriache si stavano disperdendo in tutta la pianura Padana. Oltre alla divisione inviata contro Garibaldi, Gyulai fu costretto a stanziare una brigata a Bergamo per non rischiare di perdere il collegamento ferroviario Verona-Milano e a dirigere altre forze a protezione di Milano nell’eventualità che questa fosse stata attaccata dai piemontesi e da Garibaldi. Vacillava così la certezza che si trattasse solo di manovre diversive. Gyulai mantenne comunque uno schieramento nord ovest-sud est rivolto verso sud ovest le cui forze andavano man mano però rafforzando l’ala destra. Gli austriaci, infatti, cominciarono a pensare che l’imminente attacco sul Po non sarebbe stato così consistente. Il grosso della 2ª Armata austriaca risultò così dispiegato fra Mortara e Piacenza, presso la quale l’ala sinistra era costituita dal solo 9º Corpo.

## L’intenzione austriaca di attaccare di nuovo
Per avere le mani libere sul Po, Gyulai decise di rinnovare l’attacco ai piemontesi e ai francesi nella zona di Palestro. Dispose quindi per il 2 giugno 1859 una nuova manovra offensiva con 10 brigate e cioè con 5 divisioni. Per quanto più consistente della precedente, la nuova forza d’attacco difficilmente avrebbe potuto avere la meglio sugli alleati. Costoro infatti disponevano in zona oltre che delle 4 divisioni piemontesi (con il morale molto alto e ben disposte in difesa), delle 3 divisioni del 3º Corpo francese di Canrobert e, poco distante, di altre 3 del 1º Corpo francese del generale Achille Baraguey d'Hilliers.
Ma già la sera del 31 maggio Gyulai ricevette informazioni riguardanti spostamenti di truppe francesi a nord di Vercelli, ciò che gli fece decidere di spostare di qualche giorno la seconda azione contro Palestro. Il 1º giugno, poi, ebbe la prova che Napoleone III stava aggirando la sua ala destra: più di 50 000 soldati francesi erano giunti a Novara. Iniziò così per lui un periodo di angoscia, esasperato dalle interferenze dell’alto comando austriaco, che lo porterà, alla fine, alla grave sconfitta della battaglia di Magenta.

## Ordine di Battaglia

### Austriaci

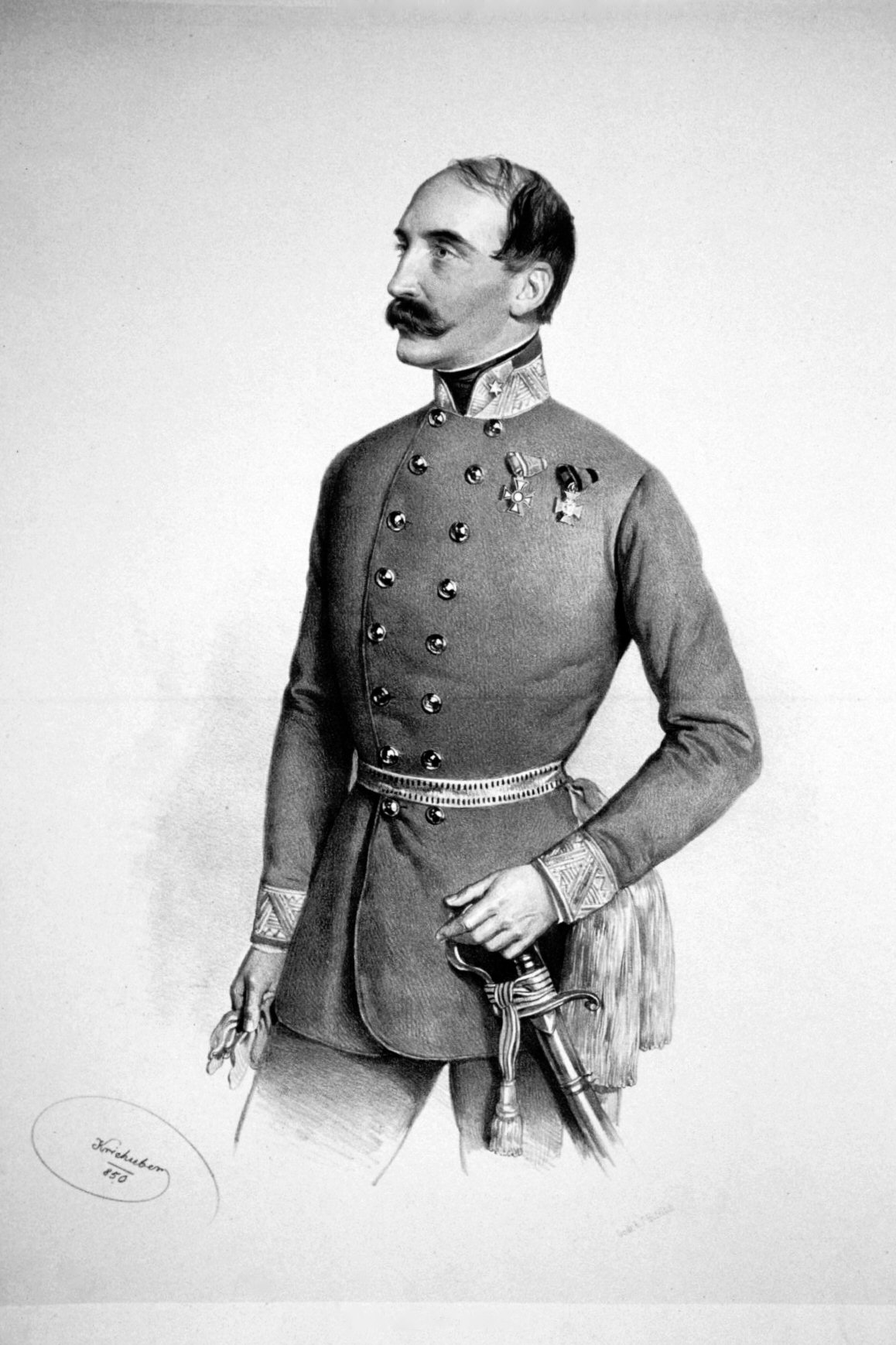
Il generale austriaco Georg Jelačić von Bužim (1805-1901) partecipò alla battaglia con le due brigate della sua 8ª Divisione.

Corpo d’Armata al comando del generale Friedrich Zobel 
- 8ª Divisione al comando del generale Georg Jelačić von Bužim
  - Brigata al comando del generale Anton Szabó (1803-1869)
    - 7º Battaglione Cacciatori
    - 12º Reggimento “Arciduca Guglielmo”
    - Reggimento di cavalleria Ulani “Re delle Due Sicilie”'
    - Batteria di artiglieria a cavallo

  - Brigata al comando del generale Rudolf von Koudelka (1810-1871)
    - 21º Battaglione Cacciatori
    - 3 Battaglioni del 46º Reggimento “Jella”
    - Batteria di artiglieria a cavallo
- 6ª Divisione al comando del generale Karl Clemens Lilia von Westegg
  - Brigata al comando del generale Leopold von Weigl (1806-1887)
    - 3 Battaglioni del 53º Reggimento “Arciduca Leopoldo”
    - Batteria di artiglieria da campo

  - Brigata al comando del generale Ferdinand Anton von Dondorf (1806-1882)
    - 2º Battaglione Granatieri “Ottocaner”
    - 3 Battaglioni del 22º Reggimento “Wimpffen”
    - Batteria di artiglieria da campo

Per un totale di circa 13 000 uomini.

### Franco-Piemontesi

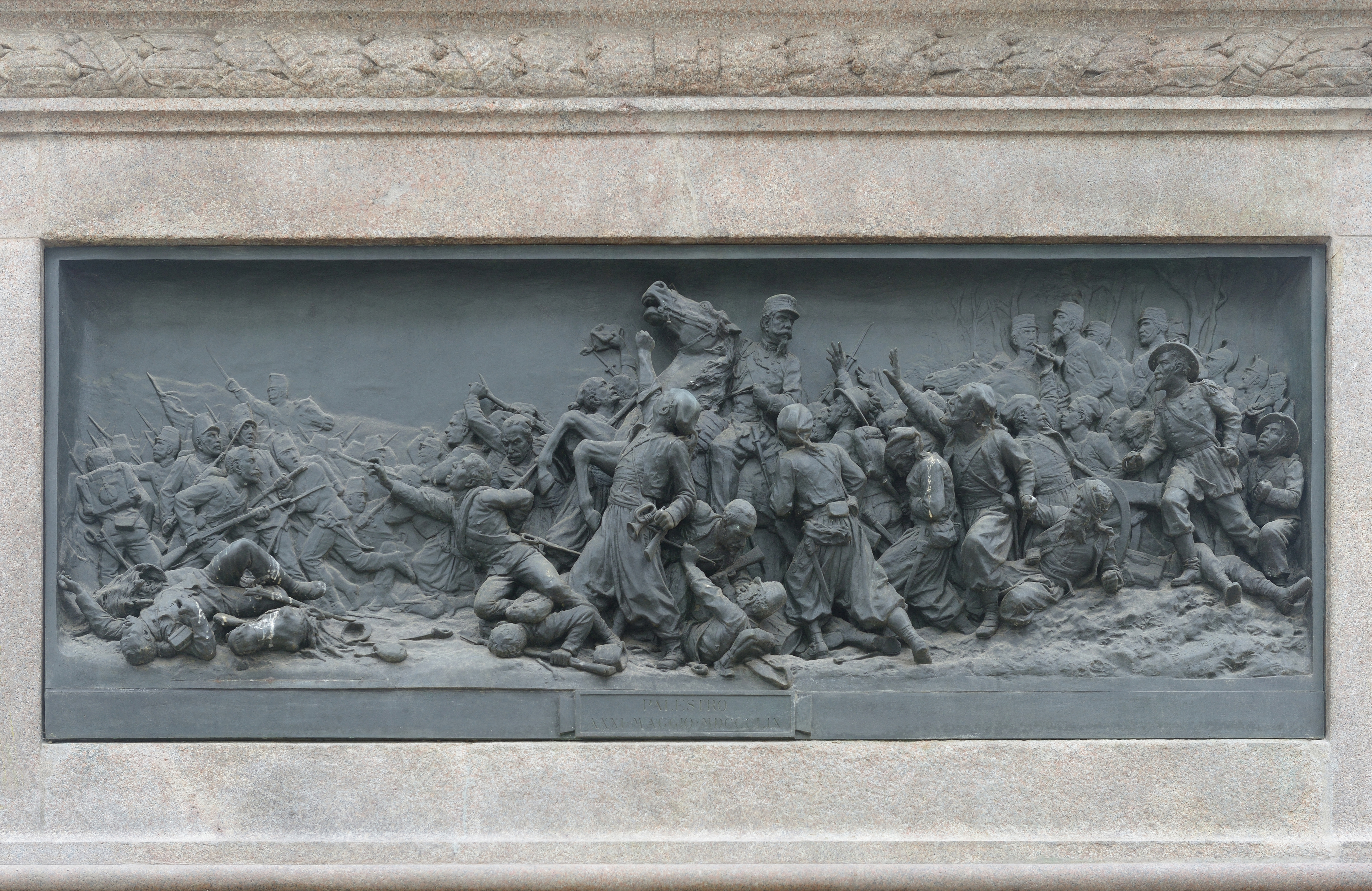
Altorilievo della battaglia sul Monumento a Vittorio Emanuele II a Venezia. Anche qui è ritratto il re di Sardegna fra gli zuavi che lo trattengono.

4ª Divisione al comando del generale Enrico Cialdini
- Brigata “Regina” al comando del generale Bernardino Pes di Villamarina del Campo
  - 9º Reggimento di linea
  - 10º Reggimento di linea
  - 7º Battaglione bersaglieri
- Brigata “Savona”
  - 15º Reggimento di linea
  - 16º Reggimento di linea
  - 6º Battaglione bersaglieri
  - Batteria di artiglieria pesante
  - Batteria di artiglieria da campo
- Reggimento "Cavalleggeri di Alessandria" (14º)
- 3º Reggimento Zuavi francese al comando del colonnello Bertrand de Chabron (1806-1889)

Per circa 11 000 uomini, ai quali vanno aggiunti circa 4 000 uomini di una brigata intervenuta della 2ª Divisione del generale Fanti.

## Ricordo della battaglia

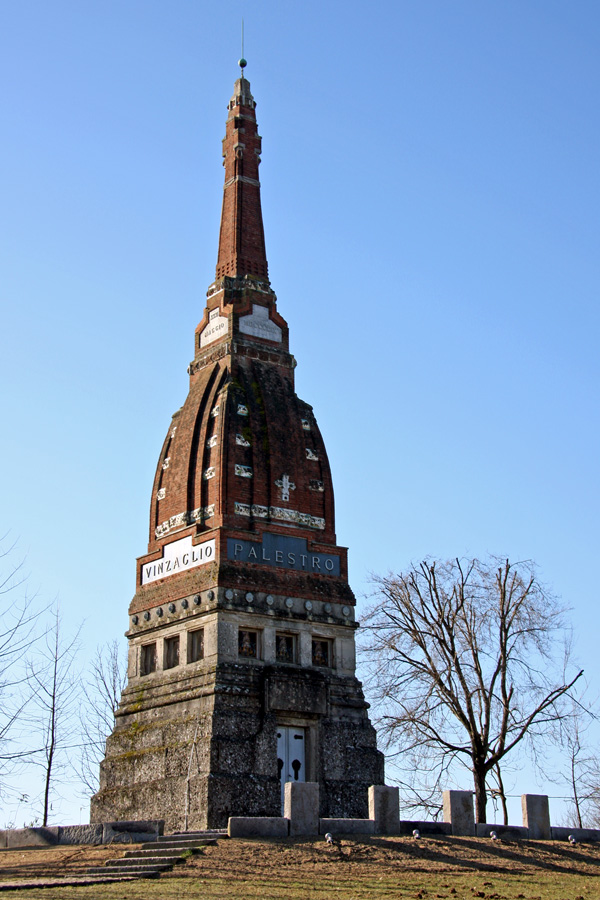
L'ossario di Palestro

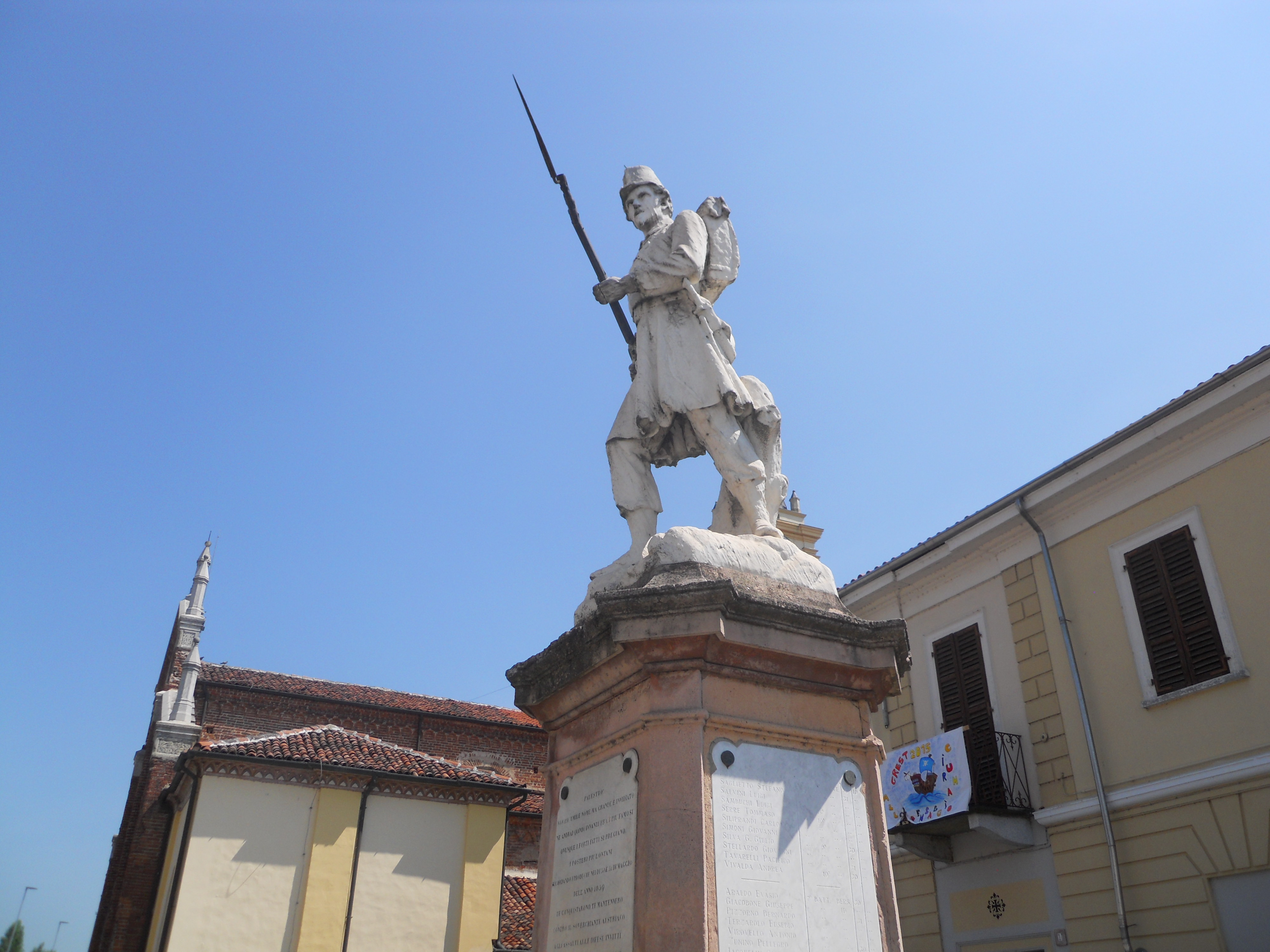
Monumento ai soldati Zuavi nel centro di Palestro

Negli anni 1892-1893 venne realizzato l'ossario di Palestro per raccogliere i resti dei caduti piemontesi, francesi ed austriaci.
Ogni anno, l'ultima domenica di maggio si celebra presso l'ossario di Palestro l'anniversario della battaglia alla presenza delle autorità civili, militari e religiose, oltre che varie associazioni di ex militari e del comune di Montebello della Battaglia (gemellato con Palestro).
La Battaglia di Palestro è raffigurata in un altorilievo in pietra lavica dello scultore tarantino Francesco Bruno (Taranto 1839-Taranto 1923) situata nel municipio di Taranto.
La battaglia è altresì raffigurata in un altorilievo in bronzo collocato sul basamento del Monumento a Vittorio Emanuele II, situato a Venezia in Riva degli Schiavoni e realizzato nel 1887.